# یوسوکه میناگاوا
یوسوکه میناگاوا (ژاپنی: 皆川 佑介؛ زادهٔ ۹ اکتبر ۱۹۹۱) یک بازیکن فوتبال اهل ژاپن است. وی در تیم ملی فوتبال ژاپن بازی کرده است.